# Ierissos

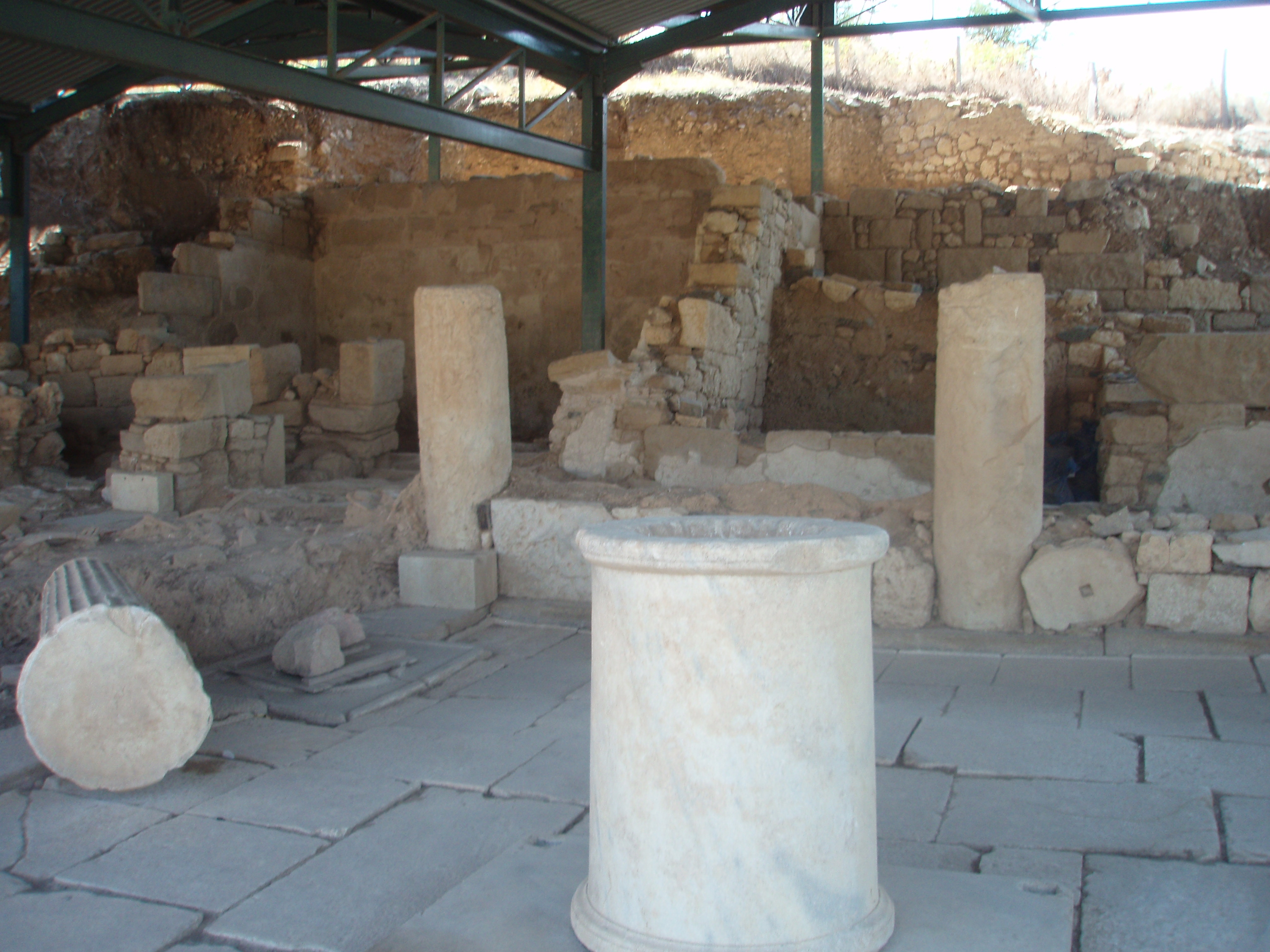
Antikes Haus der Stadt Akanthos (heutiges Ierissos)

Ierissos (griechisch Ιερισσός (f. sg.)) ist eine Kleinstadt an der Ostküste der Halbinsel Chalkidiki und Verwaltungssitz der Gemeinde (Dimos) Aristotelis in der nordgriechischen Region Zentralmakedonien, welche 2010 aus den vormals eigenständigen Gemeinden Arnea, Panagia und Stagira-Akanthos gebildet wurde. Ierissos liegt in einer Ebene unmittelbar an der Küste der Bucht von Ierissos, welche eine Teilbucht des Strymonischen Bucht (Orfanos Bucht) ist. Thessaloniki liegt in nordwestlicher Richtung ca. 160 km entfernt. Südlich von Ierissos liegt in ca. 10 km Luftlinie die Grenze zur autonomen Mönchsrepublik Athos. Gemeinsam mit fünf kleineren Dörfern bildet Ierissos den gleichnamigen Stadtbezirk. Die Nachbarorte von Ierissos sind Nea Roda, Stratoni und Gomati.
Im Gebiet von Ierissos liegen die Überreste der antiken Stadt Akanthos. Sie finden sich südlich der heutigen Siedlung und des Hafens.

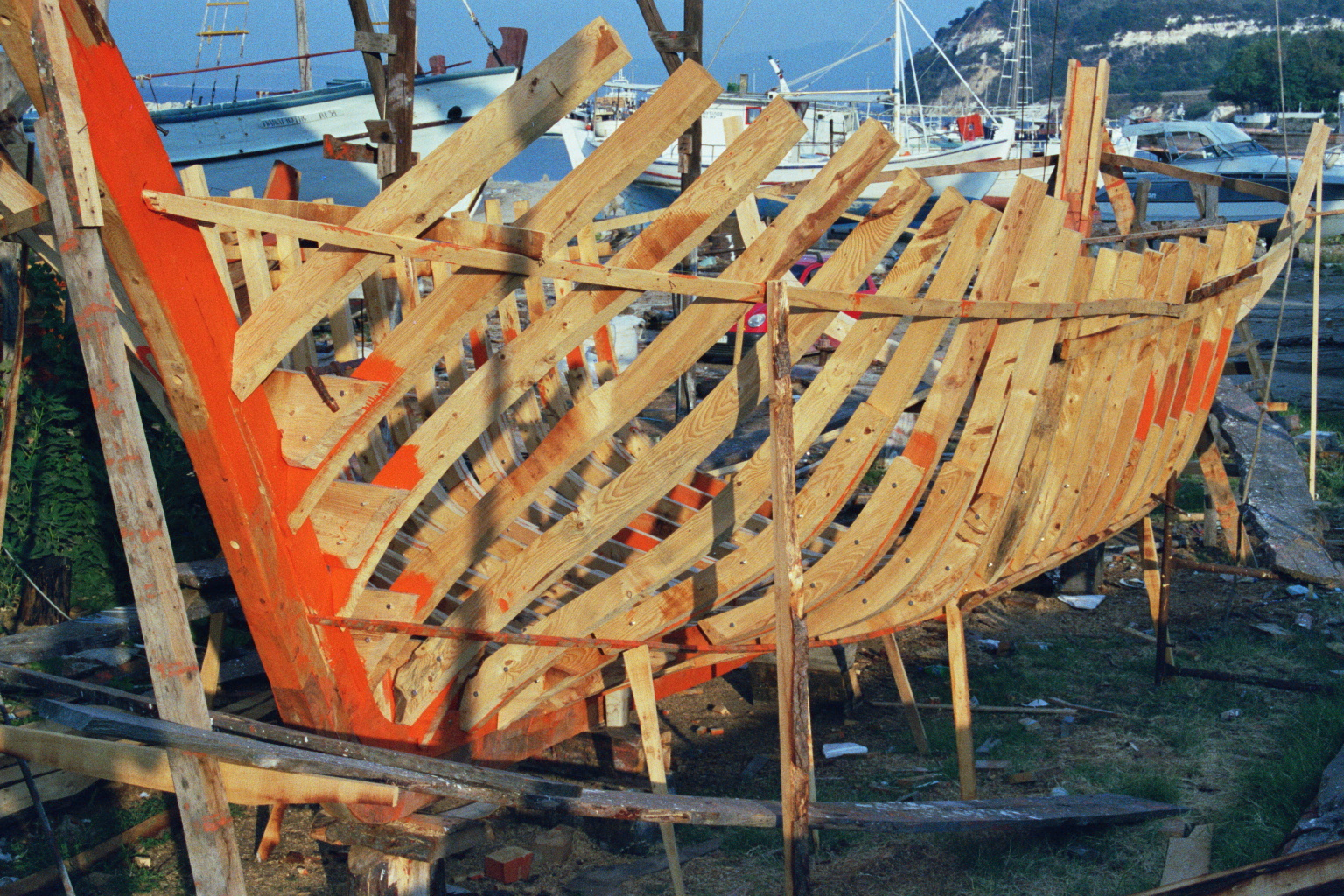
In Ierissos werden noch Kaikis gebaut, kleine Boote, die nur aus Holz hergestellt sind

Am 26. September 1932 um 20.20 Uhr Ortszeit zerstörte ein Erdbeben mit der Stärke 7,0 auf der Richterskala Ierissos und die umliegenden Dörfer. Eine Vorwarnung durch andere Erdstöße gab es nicht; Nachbeben mit den Stärken 6,0, 5,7 und 6,2 komplettierten die Zerstörung zwischen dem 26. und 29. September 1932. Das Epizentrum des Erdbeben lag 1 km südlich der Südküste der Elefthera-Halbinsel, der nördlichen Begrenzung der Ierissos-Bucht, und 4 km östlich der Ortschaft Stratoni, welche ebenfalls zerstört wurde.
Im Griechischen Bürgerkrieg von 1946 bis 1949 überfielen am 22. Juni 1948 Aufständische Ierissos und lieferten sich mit der Polizei bzw. Armee ein stundenlanges Gefecht. Die Aufständischen konnten die Abwehrstellungen der Armee bzw. Polizei durchbrechen und Randsiedlungsgebiete des Dorfes kurzzeitig besetzten.